# Каравино
Каравино (итал. Caravino) — коммуна в Италии, располагается в регионе Пьемонт, в провинции Турин.
Население составляет 1009 человек (2008 г.), плотность населения составляет 92 чел./км². Занимает площадь 11 км². Почтовый индекс — 10010. Телефонный код — 0125.
Покровителем коммуны почитается святой апостол Иаков Старший, празднование 25 июля.

## Демография
Динамика населения:

## Администрация коммуны
- Официальный сайт: https://web.archive.org/web/20100801090949/http://www.comunecaravino.it/